# Cannabis en Bulgarie
 (janvier 2017).
Si vous disposez d'ouvrages ou d'articles de référence ou si vous connaissez des sites web de qualité traitant du thème abordé ici, merci de compléter l'article en donnant les références utiles à sa vérifiabilité et en les liant à la section « Notes et références ».

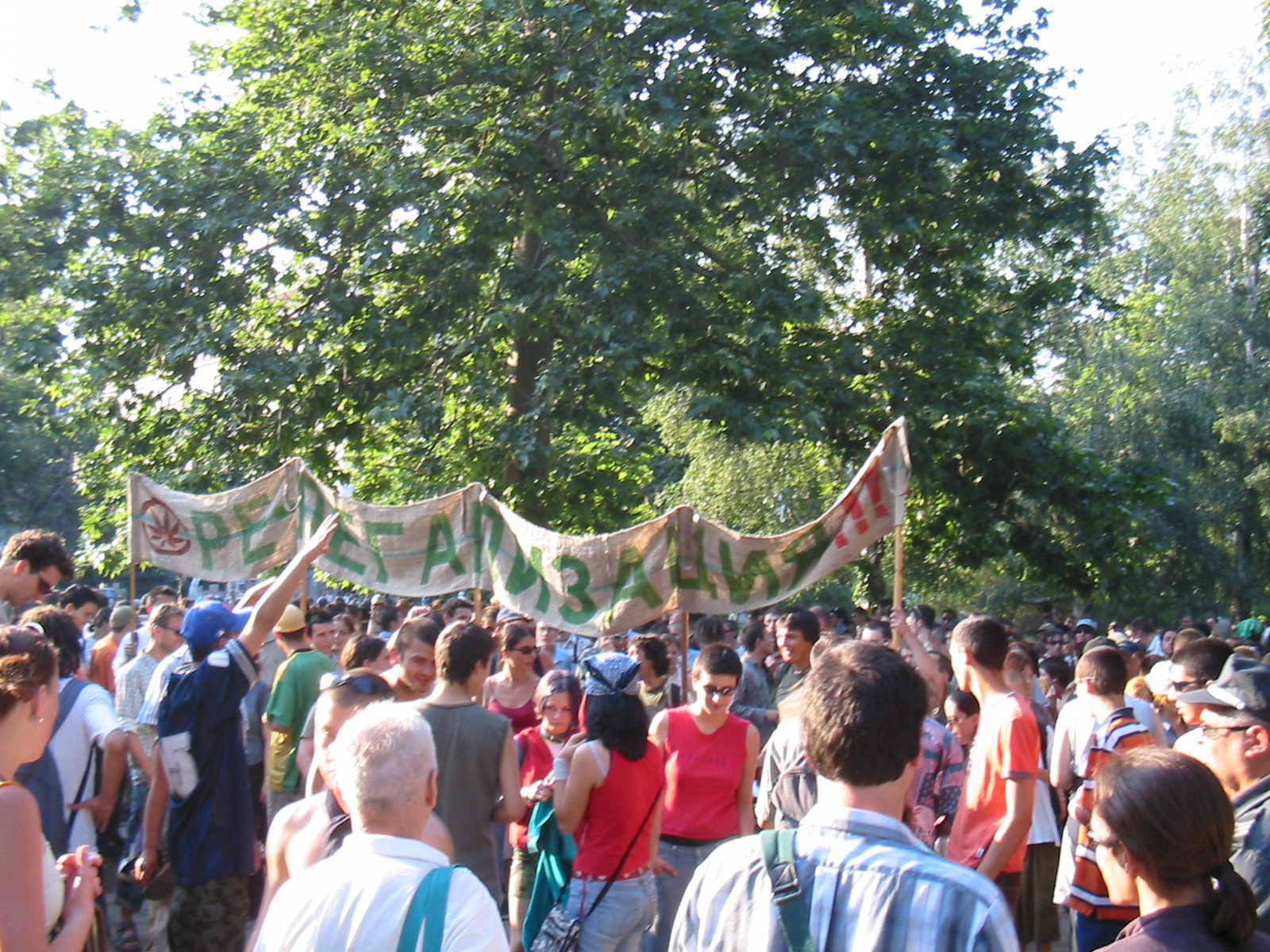
Sofia, 2003

La détention, la vente et le trafic de cannabis en Bulgarie sont illégaux.
Elle est classée comme une drogue de catégorie A (à haut risque), avec l'héroïne, la cocaïne, les amphétamines et l'ecstasy.
Jusqu'en 2004 une « dose personnelle » était vaguement définie. Depuis 2006, d'après le dernier amendement du code pénal, la peine est de 1 à 6 ans de prison assortie d'une amende comprise entre 1 000  et   5 000 euros.
Pour la détention de petites quantités dans le but de revente, donc de trafic, la peine peut aller de 2 à 8 ans ; de 3 à 12 ans pour de grosses quantités et de 5 à 15 ans si c'est en bande criminelle organisée. Dans ce dernier cas l'amende maximum en plus de la peine de prison est de 50 000 euros.
La culture fait risquer de 2 à 5 ans et une amende de 5 000 euros. Organiser un groupe de producteurs peut être puni d'une peine de 10 à 20 ans et d'une amende maximum de 100 000 euros et participer à un tel groupe fait risquer de 3 à 10 ans et de 2 500  à   5 000 euros. Dans des cas de petites cultures de cannabis (quelques plants pour un usage personnel) la peine peut aller jusqu'à 1 an assortie d'une amende allant de 250 à 500 euros, mais le temps de prison peut être remplacé par une liberté conditionnelle.
Sa consommation n'est pas interdite car seuls la détention, la vente et le trafic sont des crimes, mais tenir en main un joint tout en fumant peut être interprété comme de la détention.